# Pákistánská armáda
Pákistánská armáda (urdsky پاکستان فوج‎) je pozemní armádní složka a největší složka pákistánských ozbrojených sil. Vrchním velitelem armády je pákistánský prezident. Armádě velí náčelník generálního štábu Asim Munir. Armáda byla založena v srpnu 1947 poté, co Pákistán získal nezávislost na Spojeném království. Podle statistik Mezinárodního institutu pro strategická studia má pákistánská armáda přibližně 560 000 aktivních příslušníků, kteří jsou podporováni pákistánskou armádní zálohou, Národní gardou a civilními ozbrojenými silami. Pákistánští občané se mohou dobrovolně přihlásit k vojenské službě po dosažení 16 let věku, ale v souladu s pákistánskou ústavou nemohou být nasazeni do boje do dosažení 18 let věku.
Hlavním cílem a ústavním posláním pákistánské armády je zajistit národní bezpečnost a národní jednotu Pákistánu tím, že jej bude bránit proti jakékoli formě vnější agrese nebo hrozbě války. Pákistánská federální vláda ji také může požádat o reakci na vnitřní hrozby v rámci svých hranic. Během událostí vnitrostátních a mezinárodních katastrof a mimořádných událostí provádí pákistánská armáda humanitární záchranné operace a aktivně se účastní mírových misí s mandátem Organizace spojených národů (OSN). Pákistánská armáda sehrála významnou roli při záchraně uvězněných amerických vojáků, kteří si vyžádali síly rychlé reakce během operace Gothic Serpent v Somálsku. Jednotky pákistánské armády byly také přítomny jako součást větší koalice OSN a NATO během bosenské a větších jugoslávských válek.
Pákistánská armáda, vedle pákistánského námořnictva a pákistánského letectva, tvoří hlavní složku ozbrojených sil v zemi. Je dobrovolnickou jednotkou, která prošla rozsáhlými boji během tří velkých válek s Indií, několika pohraničními střety s Afghánistánem a také se účastní dlouhotrvajícího povstání v Balúčistánu, proti kterému bojuje od roku 1948. Od 60. let 20. století byly jednotky armády opakovaně nasazovány v arabských státech během událostí arabsko-izraelských válek a také na pomoc během první války v Perském zálivu.

## Velitelství strategických sil
Velitelství strategických sil pákistánské armády je odpovědné za řízení pozemních jaderných střel.
Velitelství strategických sil zahrnuje 21. a 22. dělostřeleckou divizi. Divize jsou vyzbrojeny balistickými raketami krátkého a středního doletu Ghauri, Ghaznavi a Shaheen.

## Seznam velitelů od vzniku Pákistánu
| Pořadí | Hodnost        | Jméno                | Nástup             | Odchod             |
| ------ | -------------- | -------------------- | ------------------ | ------------------ |
| 1.     | Generál        | Frank Messervy       | 15. srpna 1947     | 10. února 1948     |
| 2.     | Generál        | Douglas Gracey       | 11. února 1948     | 16. ledna 1951     |
| 3.     | Polní maršál   | Muhammad Ayub Khan   | 17. ledna 1951     | 27. října 1958     |
| 4.     | Generál        | Muhammad Musa        | 27. října 1958     | 17. září 1966      |
| 5.     | Generál        | Yahya Khan           | 18. září 1966      | 20. prosince 1971  |
| 6.     | Generálporučík | Gul Hassan Khan      | 20. prosince 1971  | 3. března 1972     |
| 7.     | Generál        | Tikka Khan           | 3. března 1972     | 1. března 1976     |
| 8.     | Generál        | Muhammad Zia-ul-Haq  | 1. března 1976     | 17. srpna 1988     |
| 9.     | Generál        | Mirza Aslam Beg      | 17. srpna 1988     | 16. srpna 1991     |
| 10.    | Generál        | Asif Nawaz Janjua    | 16. srpna 1991     | 8. ledna 1993      |
| 11.    | Generál        | Abdul Waheed Kakar   | 11. ledna 1993     | 12. ledna 1996     |
| 12.    | Generál        | Jehangir Karamat     | 12. ledna 1996     | 6. října 1998      |
| 13.    | Generál        | Parvíz Mušaraf       | 6. října 1998      | 29. listopadu 2007 |
| 14.    | Generál        | Ashfaq Parvez Kayani | 29. listopadu 2007 | 29. listopadu 2013 |
| 15.    | Generál        | Raheel Sharif        | 29. listopadu 2013 | 29. listopadu 2016 |
| 16.    | Generál        | Qamar Javed Bajwa    | 29. listopadu 2016 | 29. listopadu 2022 |
| 17.    | Generál        | Asim Munir           | 29. listopadu 2022 | úřadující          |

## Hlavní bojové tanky
| Jméno     | Obrázek | Výroba        | Množství |
| --------- | ------- | ------------- | -------- |
| VT-4      |         | Čína          | 176      |
| Al-Khalid |         | Pákistán Čína | 600      |
| T-80UD    |         | Ukrajina      | 320      |
| Al-Zarrar |         | Pákistán Čína | 750      |
| Typ 85    |         | Čína          | 410      |
| Typ 69    |         | Čína          | 400      |
| T-55      |         | Sovětský svaz | 336      |
| Typ 59    |         | Čína          | 600      |